# Осейдж (Айова)
Осейдж (англ. Osage) — город в США, административный центр округа Митчелл штата Айова. Население — 3627 человек (2020).

## География
Осейдж расположен по координатам 43°16′58″ с. ш. 92°48′41″ з. д. (43.282649, -92.811388). По данным Бюро переписи населения США в 2010 году город имел площадь 5,80 км², вся площадь — суша.

## Демография
| Год переписи | Нас. |  | %±     |
| ------------ | ---- |  | ------ |
| 1870         | 1400 |  | —      |
| 1880         | 2012 |  | 43,7%  |
| 1890         | 1913 |  | −4,9%  |
| 1900         | 2734 |  | 42,9%  |
| 1910         | 2445 |  | −10,6% |
| 1920         | 2878 |  | 17,7%  |
| 1930         | 2964 |  | 3%     |
| 1940         | 3196 |  | 7,8%   |
| 1950         | 3436 |  | 7,5%   |
| 1960         | 3753 |  | 9,2%   |
| 1970         | 3815 |  | 1,7%   |
| 1980         | 3718 |  | −2,5%  |
| 1990         | 3439 |  | −7,5%  |
| 2000         | 3451 |  | 0,3%   |
| 2010         | 3619 |  | 4,9%   |
| 2020         | 3627 |  | 0,2%   |

Согласно переписи 2010 года, в городе проживало 3619 человек в 1614 домохозяйствах в составе 954 семей. Плотность населения составляла 624 человека/км². Было 1756 квартир (303/км²).
Расовый состав населения:
| - 98,1 % — белых - 0,3 % — азиатов - 0,2 % — чёрных или афроамериканцев - 0,1 % — коренных американцев |

К двум или более расам принадлежало 0,7 %. Доля испаноязычных составляла 1,3 % всего населения.
По возрастному диапазону население распределялось следующим образом: 22,5 % — лица младше 18 лет, 52,2 % — лица в возрасте 18-64 лет, 25,3 % — лица в возрасте 65 лет и старше. Медиана возраста жителя составила 45,2 года. На 100 человек женского пола в городе приходилось 87,0 мужчин; на 100 женщин в возрасте от 18 лет и старше — 82,3 мужчин также старше 18 лет.
Средний доход на одно домашнее хозяйство составил 56 312 долларов США (медиана — 48 059), а средний доход на одну семью — 70 518 долларов (медиана — 68 047). Медиана доходов составляла 37 015 долларов для мужчин и 33 787 долларов для женщин. За чертой бедности находилось 10,4 % лиц, в том числе 13,2 % детей в возрасте до 18 лет и 6,2 % лиц в возрасте 65 лет и старше.
Гражданское трудоустроенное население составляло 1903 человека. Основные отрасли занятости: производство — 24,6 %, образование, здравоохранение и социальная помощь — 20,8 %, розничная торговля — 14,4 %, строительство — 9,8 %.

## Персоналии
- Тайни Сэндфорд (англ. Tiny Sandford; 1894—1961) — американский актёр.